# Tapinanthus oleifolius
Tapinanthus oleifolius là một loài thực vật có hoa trong họ Loranthaceae. Loài này được (J.C.Wendl.) Danser miêu tả khoa học đầu tiên năm 1933.